# Leckfurin
Leckfurin is een dorp in het noorden van de Schotse lieutenancy Sutherland in het raadsgebied Highland.

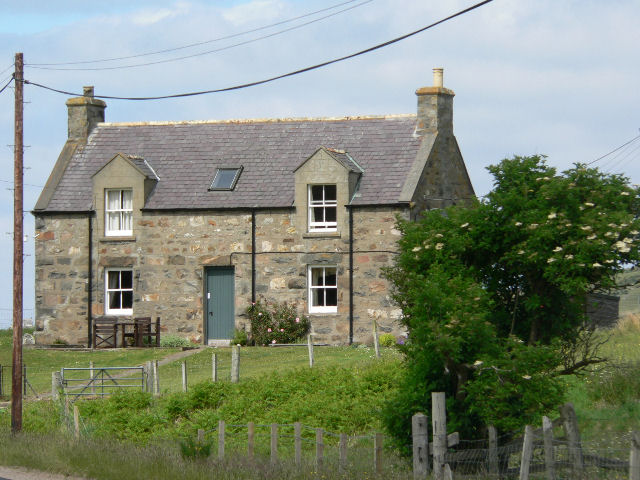
Traditioneel huis in Leckfurin